# 佐川和夫
佐川 和夫（さがわ かずお、1939年10月29日 - ）は、日本の特撮監督。

## 略歴
日本大学藝術学部在学中に円谷特技研究所に出入りし、特撮を研究するため円谷英二に師事し、東宝映画の撮影現場で修業する。卒業後東宝特殊技術課を経て、1963年に円谷特技プロダクションに設立と同時に入社。
『ウルトラQ』で特撮班の撮影助手として始動、『ウルトラマン』で高野宏一が特技担当になったためキャメラマンに昇格し、『ウルトラセブン』でも特撮の撮影技師を務めた後、『マイティジャック』の第4話「祖国よ永遠なれ!!」で特技監督デビュー。『帰ってきたウルトラマン』の第13話「津波怪獣の恐怖 東京大ピンチ!」で初めてウルトラシリーズの特撮監督を務めた。
その後、様々な円谷作品に関わった後、1977年にフリー。
1979年の『バトルフィーバーJ』で東映特撮作品にも参加。1980年に特撮研究所に籍を置き、以降は1996年の『超光戦士シャンゼリオン』までは特撮研究所が担当する作品が中心となった。
1982年にデン・フィルム・エフェクトに在籍、1985年に再びフリーとなった。
1993年の『電光超人グリッドマン』で円谷作品に復帰。その4年後の『ウルトラマンティガ』第47話「闇にさようなら」で『ウルトラマン80』第50話「あっ! キリンも象も氷になった!!」以来16年ぶりとなるウルトラシリーズの特技監督を務めた。その後『ウルトラマンダイナ』『ウルトラマンガイア』『ウルトラマンコスモス』の特撮監督を担当した。2002年に特撮監督としての仕事を引退したため、『ウルトラマンコスモス』の第65話「真の勇者」を最後に演出作品はなく、現在は時折、特撮関係のムックでインタビューに答えている様子も見られる。
光学撮影技師の中野稔、監督の東條昭平、坂本太郎とは日芸で同期だった。また、香港のプロデューサーである蔡瀾とは日芸時代の友人であり、その縁で香港映画の特撮を手掛ける。

## 作風
ダイナミックなメカ描写を得意とし、「飛びの佐川」とも呼ばれた。またカメラマンであった経験からカメラやフィルムに精通しており、『マイティジャック』でのハイスピードカメラによる撮影や『スターウルフ』でのネガフィルムの反転を応用した半ダブラシ合成などでそのノウハウが活かされている。他の演出家なら妥協するような場合でも良しとせず突き詰める性格であるため、テレビシリーズの初期数話でワンクール分の特撮費用を使いきってしまうことや、テレビ局への納品がギリギリになることもあったという。

## 主な特技監督作品

### テレビ
- ウルトラシリーズ
  - 帰ってきたウルトラマン（1971～1972年）
  - ウルトラマンA（1972～1973年）
  - ウルトラマンタロウ（1973～1974年）
  - ウルトラマン80（1980～1981年）
  - ウルトラマンティガ（1996～1997年）
  - ウルトラマンダイナ（1997～1998年）
  - ウルトラマンガイア（1998～1999年）
  - ウルトラマンコスモス（2001～2002年）
- スーパー戦隊シリーズ
  - バトルフィーバーJ（1979～1980年）
  - 電子戦隊デンジマン（1980～1981年）
- 円谷プロ作品
  - マイティジャック（1968年）
  - 戦え! マイティジャック（1968年）
  - 怪奇大作戦（1968～1969年）
  - 恐怖劇場アンバランス（1969年　※放送は1973年）
  - ミラーマン（1971～1972年）
  - ジャンボーグA（1973年）
  - ファイヤーマン（1973年）
  - SFドラマ 猿の軍団（1974～1975年）
  - スターウルフ（1978年）
  - 電光超人グリッドマン（1993～1994年）
  - スーパー・ヒューマン・サムライ・サイバー・スクワッド（1994～1995年）
- 西遊記（1978～1979年）
- 西遊記II（1979～1980年）
- 科学冒険隊タンサー5（1979～1980年）
- 超光戦士シャンゼリオン（1996年）

### 映画
- ウルトラシリーズ
  - ウルトラ6兄弟VS怪獣軍団（1974年 ※日本公開は1979年）※日本・タイ合作
  - ウルトラマンコスモス THE FIRST CONTACT（2001年）
- ジャンボーグA&ジャイアント（1974年 ※日本未公開）※日本・タイ合作
- 極底探険船ポーラーボーラ（1977年）※日本・アメリカ合作
- FOES／フォーズ・謎の不可触領域(UFO大遭遇・アメリカ西海岸に魔の海域出現)[12]（1977年）※アメリカ映画
- バミューダの謎 魔の三角水域に棲む巨大モンスター！（1978年）※日本・アメリカ合作
- ジャイアント・クロコダイル（1978年）※タイ映画
- 黄金の犬（1979年）
- 真田幸村の謀略（1979年）※矢島信男との共同監督
- バトルフィーバーJ ロボット大空中戦（1979年）※矢島信男との共同監督　テレビシリーズ第5話のブローアップ版
- 仮面ライダー 8人ライダーVS銀河王（1980年）※矢島信男との共同監督
- 高野聖（1983年 ※日本未公開）
- セブンス・カース（1986年）※香港映画
- 孔雀王 アシュラ伝説（1990年）※日本・香港合作
- 妖獣大戦（1991年）※日本・香港合作
- 真説エロティック・ゴースト・ストーリー（1992年）※香港映画

## 撮影参加作品
- ウルトラシリーズ
  - ウルトラQ（1966年）※撮影助手
  - ウルトラマン（1966～1967年）※特撮
    - ウルトラマン怪獣大決戦（1979年）※特撮

  - ウルトラセブン（1967～1968年）※特撮
  - 帰ってきたウルトラマン（1971～1972年）※本編・特撮
- 快獣ブースカ（1966～1967年）
- マイティジャック（1968年）※特撮
- チビラくん（1970～1971年）
- 未来忍者 慶雲機忍外伝（1988年）※撮影監督・SFXスーパーバイザー

## 監督作品
- ウルトラマン・ウルトラセブン モーレツ大怪獣戦（1969年）

## 出演
- ウルトラ情報局（『ウルトラマン』編、『ウルトラマンA』編）
- DVD『マイティジャック』Vol.3（第7話「月を見るな!」音声特典オーディオコメンタリー）